# 安徽少年儿童出版社
安徽少年儿童出版社（简称安少、皖少），是中国大陆一家隶属于时代出版传媒股份有限公司（原安徽出版集团）的少儿出版社。成立于1984年，ISBN代码为978-7-5397。
2009年被新闻出版署评为“全国百佳图书出版单位”之一。
。
该社2003年曾与中国轻工业出版社合作出版日本漫画作品《X》。2011年该社发行集英社旗下作品《爆漫王。》，同时在网络上发起引进漫画问卷调查，意图正式全面进军日本漫画发行市场。
2012年4月1日正式宣布代理軟銀GA文库的《织田信奈的野望》，是其进入轻小说代理市场的第一步。

## 关联作品

### 漫画
- 《X》（CLAMP，与中国轻工业出版社联合出版）
- 《爆漫王。》（大场鸫原作，小畑健绘）
- 《青之驱魔师》（加藤和惠）
- 《夏目友人帐》（绿川幸，与安徽美术出版社联合出版）
- 《美食的俘虏》（岛袋光年）
- 《银之匙》（荒川弘）

### 轻小说
- 《织田信奈的野望》（春日御影著，美山零插画）
- 《我的青春恋爱喜剧果然有问题》（渡航著，ponkan⑧插画）
- 《期待在地下城邂逅有错吗》（大森藤野著，安田典生插画）
- 《六花的勇者》（山形石雄著，宫城插画）
- 《关于我变成史莱姆这档事》（伏濑著，Mitz Vah插画）